# O-24
0-24(오투포)는 대한민국의 여성 댄스 그룹이다.

## 멤버

### 해체 직전 멤버
이가혜, 김민지, 안미정

### 탈퇴 멤버
주연정

## 약력
오투포는 여성 댄스힙합 그룹이다. 그룹의 뜻은 0시부터 24시까지 힙합에 살고 힙합에 죽는다는 의미를 담고 있다. 그래서 숫자 0을 사용하여 0-24라고 쓰지만 읽기는 오투포라고 읽는다. 1999년 2월에 이가혜, 김민지, 안미정, 주연정으로  데뷔하였다.
멤버 중 김민지는 아역탤런트 출신이었다.
1집 Live In Hip-Hop
뒤집어(자유)라는 힙합곡으로 활동하였지만 별 반응은 얻지 못하였다. 하지만 KBS드라마 '학교'의 OST로 쓰일 뻔 하였으나, 언타이틀의 '학교'에 밀려 되지 못한 안타까운 사연도 있다.
이후 2000년에도 학교 O.S.T.가 나왔는데 그 땐 2집 타이틀곡인 Blind Faith가 음반에 실리게 된다.
타이틀곡 뒤집어(자유)를 강렬한 Hip-Hop으로 활동하면서(Girl's Hip-Hop이 아니라 레알 힙 투 더 합) 안무에 프리즈를 넣어서 활동하였다. 1집 후속곡인 몰라몰라로 활동하려 할 때 주연정이 파파야로 가버리고, 4인으로 다 맞추어 놨던 안무와 노래를 죄다 3인으로 급격히 바꿔버린다. 타이틀곡인 뒤집어(자유)도 그랬지만 후속곡인 몰라몰라의 인기가 별로 없고 예정에도 없던 멤버의 급작스런 탈퇴로 활동을 접으려 했지만 수록곡인 첫사랑이 동명의 드라마 첫사랑에 나오고 CF에 쓰이면서 갑자기 인지도를 올리더니 3번째 곡인 첫사랑으로 활동은 연장하게 된다.
2집 Growing Up는 2집을 발매 전에 인터넷으로 타이틀곡 투표를 진행하기도 했다. 원래 첫 공지엔 1위한 곡을 사용한다고 하였으나, 소속사와 생각이 달랐는지 1등한 질주와 3등한 Blind Faith를 더블 타이틀곡으로 선정하여 음악방송은 Blind Faith로 활동한다. Blind Faith가 표절시비에 휘말리고 이후 어느 순간 활동을 안 하더니 활동을 접었다고 공지를 띄워버리고 3집을 발매한다고 했으나 사정으로 인해 해체했다.

## 음반
- 1집 《Live In Hip Hop》(1999년)
- 2집 《Growing Up》(2000년)